# Giuseppe Capogrossi
Giuseppe Capogrossi, född den 7 mars 1900 i Rom, Italien, död den 9 oktober 1972 i Rom, var en italiensk målare och grafiker.

## Biografi
Av ädelt ursprung gjorde han sina klassiska studier och tog examen i juridik. År 1923–1924 studerade han måleri med Felice Carena, och 1927 flyttade han till Paris med Fausto Pirandello. Detta var den första resan till Europas dåvarande kulturella centrum, och den följdes av flera andra under de kommande åren. År 1930 deltog han i den 27:e Venedigbiennalen.
År 1937 flyttade han tillbaka till Umbrien i Italien. Han fördjupade sina målningar med motiv av livet på landsbygden. År 1939 återvände han till Rom och 1940 tog han en lärartjänst vid Liceo Artistico. Han gjorde 1947 en längre studieresa till Österrike där han arbetade intensivt med der Wiener Secession och konst av Gustav Klimt.
År 1949 grundade han tillsammans med konstnärerna Alberto Burri, Mario Balloco och Ettore Colla, gruppen ”Origine”. Han måleri var nu neokubistiskt, men på 1950-talet lämnade han sedan helt det figurativa och målade uteslutande abstrakt. 1955 var han en av de representerade konstnärerna på det nyöppnade Galerie Colibri i Malmö.
Capogrossi utvecklade så småningom ett alldeles eget visuellt språk, där han använde horisontella, ovala och elliptiska former och konfigurationer, som han utformade som reliefer eller collage. Hans grafik innehåller ofta gitter och bokstavsliknande element och inslag.
Capogrossis verk har vunnit uppmärksamhet i många länder och han finns representerad i gallerier över hela världen. Han fanns också bland deltagarna i documenta I (1955) och documenta II (1959) i Kassel.

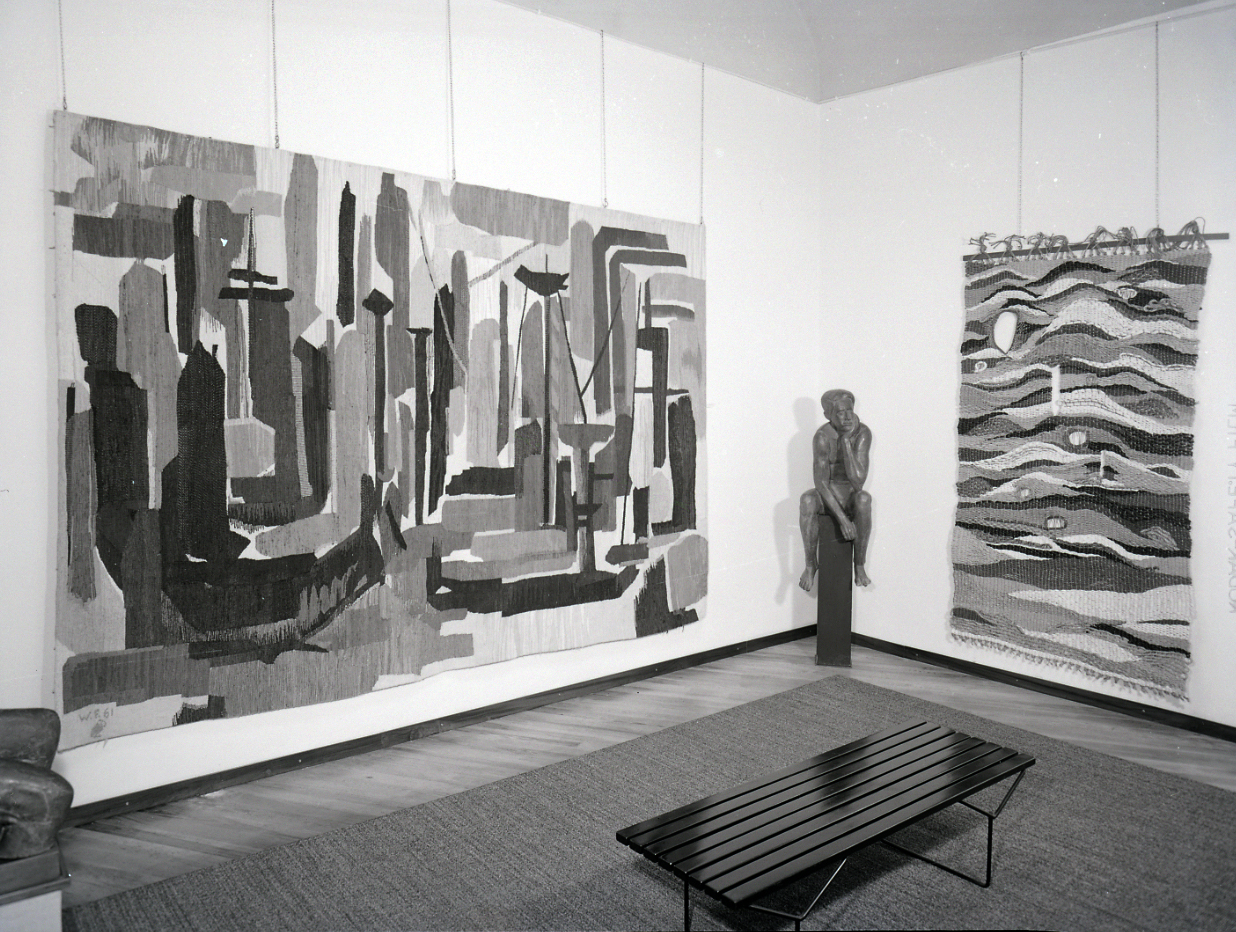
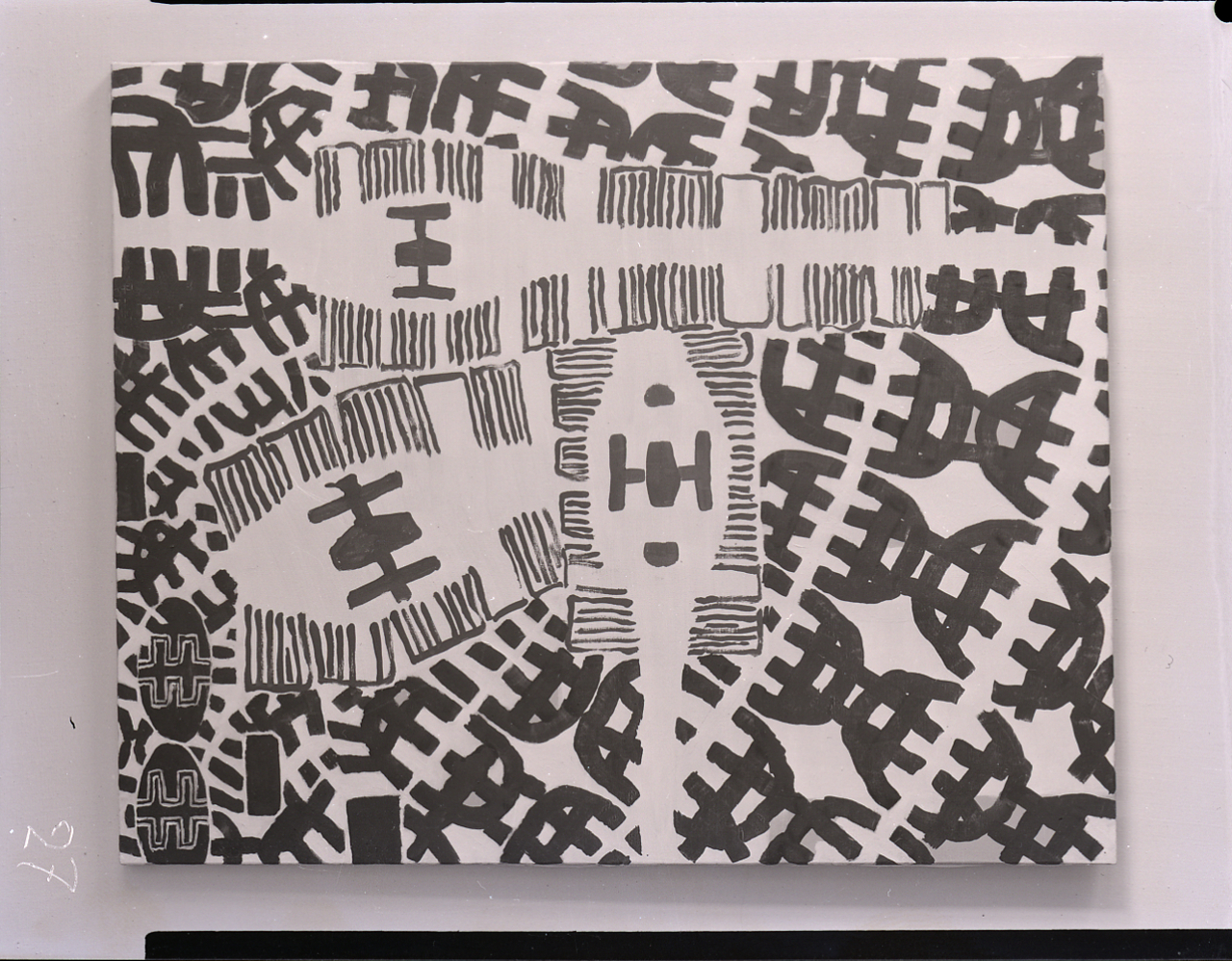